# Hippolyte Delaperche
Pour les articles homonymes, voir Delaperche.
Hippolyte Delaperche, né le 3 mai 1814 à La Roche-Guyon et mort le 26 février 1901 à Paris, est un ingénieur et philosophe français.

## Biographie
Né le 3 mai 1814 à La Roche-Guyon, Louis-Charles-Hippolyte-Constant Delaperche est le fils d'Alexandrine Alexandre et du peintre et sculpteur Constant Delaperche. Le maire de La Roche-Guyon, Hippolyte Alexandre, est son grand-père maternel. Sa grand-mère paternelle est l'artiste pastelliste Thérèse Delaperche. Les familles Delaperche et Alexandre sont très liées aux Rohan-Chabot, châtelains de La Roche-Guyon.
Élève du collège royal de Saint-Louis, Hippolyte Delaperche est classé premier au concours d'admission à l’École polytechnique en 1834. L'année suivante, il arrive également premier en division supérieure.
Le 23 mai 1841, Delaperche est nommé ingénieur ordinaire de 2e classe au corps royal des ponts et chaussées. D'abord employé en Seine-et-Oise, au service de l'arrondissement de Versailles, il est rattaché au service du pavé de Paris en 1842.
Le 17 janvier 1844, Hippolyte Delaperche épouse Mathilde-Angélique-Edmée Demion (1825-1902). Leur fils, Charles-Marie-Hippolyte, né en 1856, sera artiste peintre.
En 1857, sous la direction d'Eugène Belgrand, ingénieur en chef des eaux et égouts, et sous le contrôle de Zoroastre Alexis Michal, inspecteur général des ponts et chaussées, Hippolyte Delaperche conçoit la tour régulatrice en fonte du puits de Grenelle, haute de 42 mètres. Construite l'année suivante au centre de la place de Breteuil, elle sera détruite en 1903-1904 pour céder la place à un monument élevé à la mémoire de Louis Pasteur.

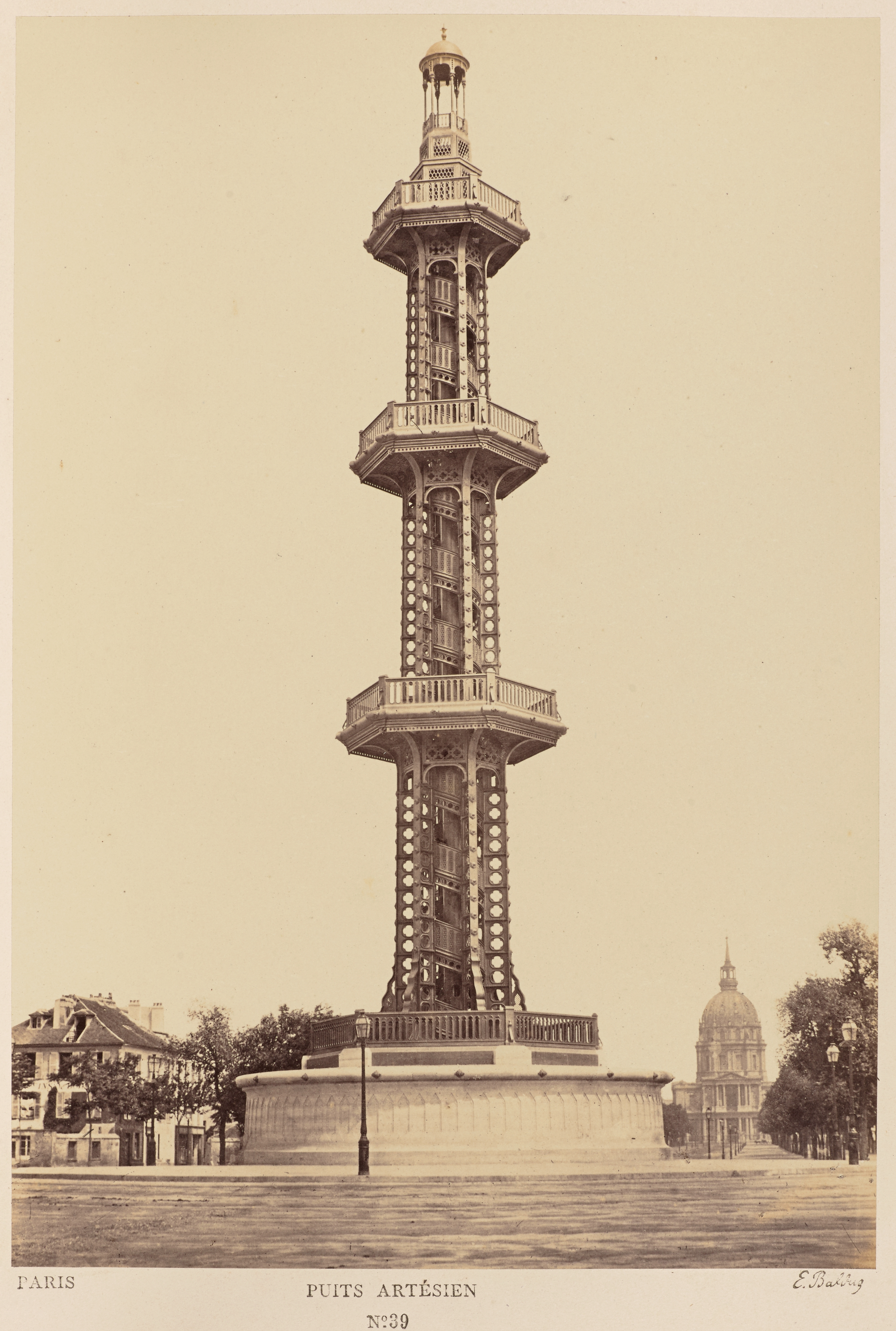
Colonne artésienne de Grenelle, conçue en 1857 par Delaperche (photographie d'Édouard Baldus, 1864).

Le 5 août 1857, Delaperche est nommé chevalier de la Légion d'honneur.
En 1859, Delaperche est nommé ingénieur en chef du chemin de fer de Tarbes à Bayonne. L'année suivante, il est également chargé du contrôle des lignes de Dax à Ramous et de Bayonne à Irun. En 1862, il mène les études de la ligne d'Orléans à Épernay, où elle doit se raccorder à la ligne Paris-Strasbourg. Il s'occupe aussi des études du chemin de fer entre la gare d'Avallon et la ligne Paris-Lyon. Le 15 mars 1864, il est chargé du contrôle des travaux de la section de Corbeil à Montargis. Également chargé du contrôle de la ligne d'Orléans à Gien, il se voit confier l'étude du chemin de fer d'Auxerre à Gien le 25 juillet 1867.
En 1872, Hippolyte Delaperche fait publier un Essai de philosophie analytique (Paris, Didier, 445 pages), d'esprit immatérialiste, qui, selon Gaston Pinet, « se rattache à Descartes et surtout à Berkeley par sa conception toute mathématique et mécanique du monde physique ». Charles Renouvier, dans sa recension de l'ouvrage pour la Critique philosophique, y a vu « le premier traité sérieux d'ontologie et de psychologie rationnelle que la France voit paraître depuis Malebranche ». Ces avis sont partagés par Pierre Larousse, qui consacre une notice de son Grand Dictionnaire universel du XIXe siècle à l'essai de Delaperche.
Le 26 février 1901, Hippolyte Delaperche meurt à son domicile du no 136 de la rue de la Tour, dans le 16e arrondissement de Paris.